# Andre Branch
Andre Branch (Virginia, 14 luglio 1989) è un giocatore di football americano statunitense che gioca nel ruolo di defensive end per i Miami Dolphins della National Football League. Fu scelto nel corso del secondo giro (38º assoluto) del Draft NFL 2012 dai Jacksonville Jaguars. Al college ha giocato a football a Clemson.

## Carriera professionistica

### Jacksonville Jaguars
Branch fu scelto come 38º assoluto nel secondo giro del Draft 2012 dai Jacksonville Jaguars. Nella settimana 8 contro i Green Bay Packers mise a segno il suo primo sack in carriera ai danni di Aaron Rodgers. La sua stagione da rookie si concluse con 13 presenze, 3 delle quali come titolare, con 12 tackle, 1 sack e 1 fumble forzato. Nella successiva disputò tutte le 16 partite, nessuna come titolare, con 37 tackle e 6 sack.

### Miami Dolphins
Il 17 marzo 2016, Branch firmò con i Miami Dolphins.

## Statistiche
| Partite totali      | 29  |
| Partite da titolare | 3   |
| Tackle              | 49  |
| Sack                | 7,0 |
| Intercetti          | 0   |
| Fumble forzati      | 1   |

Statistiche aggiornate alla stagione 2013